# 篠崎三郎
篠崎 三郎（しのさき さぶろう、生没年不明）は、日本の元サッカー選手。大学生の時にサッカー日本代表としての出場経験があり、現役時代のポジションはフォワード。慶應義塾大学経済学部卒業。

## 選手の経歴
篠崎は慶應義塾体育会ソッカー部に在籍し、1937年の全日本蹴球選手権大會（現：天皇杯全日本サッカー選手権大会）で、慶應義塾大学の初優勝を成し遂げた。彼はまた、慶應義塾大学の選手と卒業生で構成される母校の慶應BRBでもプレイし、津田幸男、二宮洋一、笠原隆と共に、1939年と1940年の天皇杯でも優勝した（以後、天皇杯は戦争で1941-1945年まで中断となる）。

## 代表歴
1940年6月16日、慶應義塾大学に在籍する学生の時に、サッカー日本代表の選手として、フィリピン代表との試合に初出場した。この試合は日本にとって1936年ベルリンオリンピック以降で最初の試合であり、第二次世界大戦の影響により1940年代に行われた唯一の日本の国際Aマッチ試合である。

### 出場大会
- 紀元二千六百年奉祝東亜競技大会 (1940年)

### 試合数
- 国際Aマッチ 1試合 0得点(1940)[1]

| 日本代表 | 国際Aマッチ | 国際Aマッチ | その他 | その他 | 期間通算 | 期間通算 |
| 年       | 出場        | 得点        | 出場   | 得点   | 出場     | 得点     |
| -------- | ----------- | ----------- | ------ | ------ | -------- | -------- |
| 1940     | 1           | 0           | ?      | ?      | ?        | ?        |
| 通算     | 1           | 0           | ?      | ?      | ?        | ?        |

### 出場
| No. | 開催日         | 開催都市 | スタジアム     | 対戦相手   | 結果 | 監督     | 大会             |
| --- | -------------- | -------- | -------------- | ---------- | ---- | -------- | ---------------- |
| 1.  | 1940年06月16日 | 兵庫県   | 甲子園南運動場 | フィリピン | ○1-0 | 竹腰重丸 | 奉祝東亜競技大会 |